# Filomeno da Câmara de Melo Cabral
Se procura o médico e professor universitário homónimo, veja Filomeno da Câmara Melo Cabral.
Filomeno da Câmara de Melo Cabral ComPmTE • GCC • ComA (Ponta Delgada, 10 de Fevereiro de 1873 — Lisboa, 27 de Janeiro de 1934) foi um militar da Armada Portuguesa, administrador colonial e político conservador português que, entre outras funções, foi ministro, deputado, governador de Timor Português e governador e alto-comissário em Angola.

## Biografia
Filomeno da Câmara de Melo Cabral nasceu em Ponta Delgada, a 10 de fevereiro de 1873, filho de Maria Ana Portocarrero da Câmara e de Filomeno da Câmara Melo Cabral, médico e professor de Medicina, mais tarde reitor da Universidade de Coimbra.
Destinado a seguir a vida militar, em Novembro de 1890 assentou praça na Armada Portuguesa, sendo promovido a guarda-marinha em 1893 e a segundo-tenente em 1895, iniciando então diversas comissões de serviço nas colónias portuguesas.
Republicano da ala conservadora, foi promovido a primeiro-tenente em 1902 e em 1910, na sequência da proclamação da República Portuguesa foi nomeado em 22 de janeiro de 1911 governador da Província de Timor, cargo que exerceu, com uma curta interrupção de 18 de agosto de 1913 a 14 de fevereiro de 1914, de 15 de fevereiro de 1914 até 28 de setembro de 1917. Durante o seu primeiro mandato conseguiu a pacificação pela força da região do Manufai, região onde sob a liderança do liurai D. Boaventura ocorreu em 1912 a rebelião do Manufai, o maior levantamento de sempre contra a presença portuguesa em Timor. Nas operações militares que se seguiram, e que terminaram em agosto de 1912 com a captura e deportação para a ilha de Ataúro dos líderes rebeldes, perderam a vida cerca de 15 000 timorenses, incluindo muitos não combatentes, entre os quais mulheres e crianças. Causou horror e grande polémica em Portugal o massacre ocorrido nas montanhas de Leolaco, no qual terão perdido a vida mais de 3 000 timorenses, grande parte dos quais não combatentes.
Em 1913 foi substituído no lugar por Gonçalo Pereira Pimenta de Castro, entretanto nomeado governador interino na sequência das queixas de crueldade contra Filomeno da Câmara. Apesar disso, Filomeno da Câmara foi em 1914 reconfirmado para nova comissão como governador de Timor, cargo que exerceu até 1917, o que perfez com a comissão de serviço anterior um total de 6 anos à frente da colónia. Durante os seus mandatos levou a cabo uma notável obra de fomento, embora marcada pelo emprego da força e por múltiplos incidentes violentos. Condescendeu com razias e massacres, como forma se segurar fidelidades dos reinos locais, sendo por isso fortemente criticado em Portugal.
Em 1915, durante a sua última comissão em Timor, foi promovido ao posto de capitão-tenente. Em 1917 foi promovido a capitão-de-fragata. Em 1918 foi nomeado governador de Angola, cargo que exerceu até ao ano seguinte.
Sendo Capitão de Fragata, a 11 de março de 1919 foi feito Comendador da Ordem Militar de São Bento de Avis e a 5 de outubro de 1921 foi agraciado com a Grã-Cruz da Ordem Militar de Nosso Senhor Jesus  Cristo.
Quando a Primeira República Portuguesa entrou na sua última fase, caracterizada pela crónica instabilidade e pelo golpismo constante, esteve envolvido em diversos movimentos insurreccionais, tendo aderido à ala mais conservadora do republicanismo português. Foi um dos dirigentes da Cruzada Nuno Álvares, movimento no qual ganhou protagonismo político.
Teve um papel relevante na revolta de 18 de Abril de 1925, tentativa insurreccional que assinalou a entrada da Primeira República nos seus momentos finais. Nesse mesmo ano foi eleito deputado pelo círculo eleitoral de Ponta Delgada, incluído nas listas do Partido Nacional Republicano (Sidonista).
Foi um dos militares que se destacaram no golpe de 28 de Maio de 1926, integrando a facção mais conservadora liderada pelo general João José Sinel de Cordes. Na sequência da vitória daquele golpe militar é nomeado Ministro das Finanças do governo provisório presidido pelo general Gomes da Costa, exercendo aquele cargo entre 19 de Junho e 9 de Julho de 1926, data em que foi substituído no cargo por Sinel de Cordes.

Em 1926 escreveu um longo prefácio para o livro de António Ferro, Viagem à Volta das Ditaduras, publicado no ano seguinte, em que tanto o autor como o prefaciador louvavam a figura do "salvador" Mussolini e a obra do fascismo em Itália e da ditadura do general Primo de Rivera em Espanha. Pouco depois da saída do livro, em 1927, Filomeno da Câmara liderou uma intentona contra o governo da Ditadura Militar que ficou conhecida por Golpe dos Fifis (por nela ter participado também Fidelino de Figueiredo), com o objectivo de reforçar o pendor autoritário do regime. Nesse golpe, intentado a 12 de Agosto de 1927, Filomeno da Câmara aparecia como presumível candidato a ditador, preparando-se para implantar em Portugal um governo mais próximo do figurino fascista italiano.

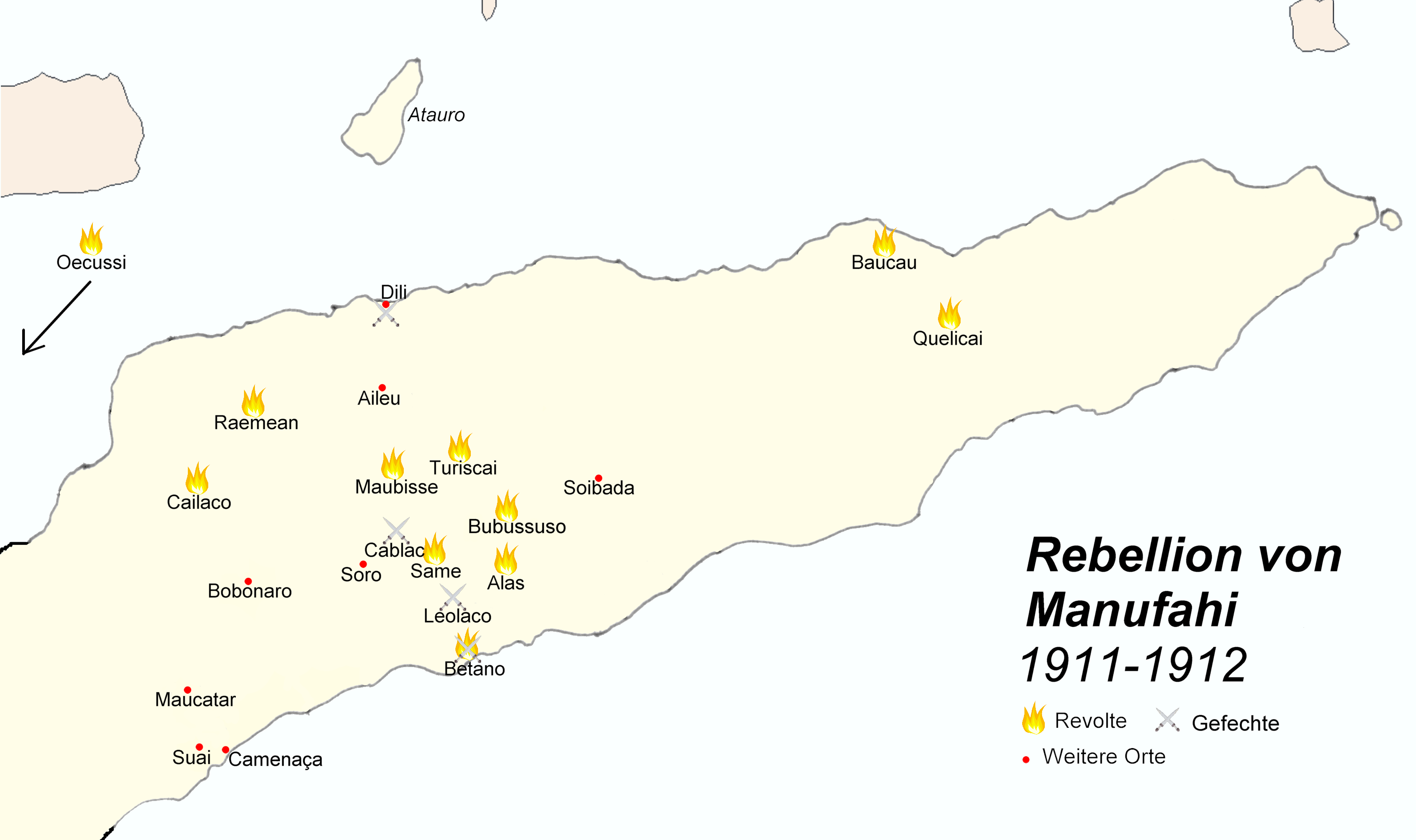
As batalhas e revoltas em Timor 1911-1912.

Tendo-se gorado a tentativa golpista, foi desterrado, juntamente com os tenentes Alfredo Morais Sarmento e Henrique Galvão, para África, vindo porém a ser nomeado em 1929 (ano em que recebeu a patente de capitão-de-mar-e-guerra) para o cargo de alto-comissário na Província de Angola, cargo que exerceu até 1930 com tal autoritarismo que desencadeou uma intervenção, também descrita como revolta, do comando militar (Coronel Genipro da Cunha d'Eça e Almeida) contra o director-geral da administração pública de Angola, tenente Morais Sarmento, na sequência da qual este foi morto após ter resistido à voz de prisão. O comandante Filomeno da Câmara seria chamado à Metrópole e posteriormente demitido do cargo de alto-comissário pelo então ministro interino das Colónias Salazar, face à necessidade de seguir uma política de apaziguamento naquela colónia.
Voltando ao serviço activo na Armada, em 1931 foi nomeado para o posto de comodoro por ocasião das manobras navais realizadas naquele ano.
Faleceu em Lisboa a 27 de janeiro de 1934.
Ligado por laços familiares às mais influentes famílias da ilha de São Miguel, Filomeno da Câmara teve duas irmãs. Casou com Maria Amália Correia Possolo Gama Noronha, de quem teve um filho, Filomeno de Noronha Melo Cabral da Câmara. Com Elvira Adelaide de Bulhões Maldonado (1857-1940), ao tempo em Luanda, em comissão de serviço, em 1895, teve uma filha, Maria Augusta da Câmara Gomes (1895-1986).